# Демидова, Татьяна Александровна
Татьяна Александровна Демидова (27 декабря 1917 — 22 сентября 2000) — советская и российская актриса театра, народная артистка РСФСР.

## Биография
Татьяна Александровна Демидова родилась 27 декабря 1917 года в Царицыне. Окончила ГИТИС.
В 1940—1950-е годы была актрисой Челябинского театра драмы им. Цвиллинга. В 1953 году режиссёр Давид Манский, возглавлявший Челябинский театр драмы в 1944—1949 годах, возглавил тульскую труппу и взял её в Тулу.
В 1954—1996 годах играла в Тульском театре драмы им. Горького. За 38 лет на сцене Тульского театра драмы сыграла около 200 ролей.
Была членом президиума областного комитета Защиты Мира, областного женсовета, депутатом. В 1966—1988 годах возглавляла Тульское отделение Всероссийского театрального общества. Вместе с режиссёром А. Светловым организовала «Литературный театр Льва Толстого», выступавший в Ясной Поляне, Никольском-Вяземском, Москве, Туле. Играла в этом театре Софью Андреевну Толстую.
Последние годы жизни провела в Риге, куда переехала к сыну. Умерла 22 сентября 2000 года. Похоронена на Плявниекском кладбище.

## Награды и премии
- Заслуженная артистка РСФСР (28.04.1961)
- Народная артистка РСФСР (1977)
- Почётный гражданин Тулы (1993)

## Работы в театре
- «Юстина» Х. Вуолийоки — Юстина
- 1962 — «Мария Стюарт» Ф. Шиллера (режиссёр Ф. Шейн) — королева Елизавета Английская
- 1984 — «Да здравствует королева!» Р. Болта (режиссёр В. Кондратьев) — Елизавета Английская
- «Ромео и Джульетта» У. Шекспира — кормилица